# НБА плеј-оф
НБА плеј-оф (енгл. NBA playoffs) јесте елиминациони турнир НБА који се одиграва након завршетка регуларног дела сезоне и на коме учествује 16 најбољих тимова лиге (тј. по 8 у Источној и Западној конференцији). Састоји се из три фазе — четвртфинала, полуфинала и финала конференције, а све серије играју се на 4 добијене утакмице. Победници конференција састају се у великом НБА финалу (такође на 4 добијене утакмице) у коме одлучују о титули првака лиге.

## Систем такмичења
У плеј-оф се пласира по осам тимова из обе конференције који су у регуларном делу сезоне остварили најбољи учинак. Они се унутар конференција рангирају на позиције од 1 до 8 на основу бољег омера победа и пораза. 
У случају да два или више тимова имају исти омер, предност се одређује по следећим критеријумима:
- Два изједначена тима:
  - 1. бољи омер у међусобним сусретима;
  - 2. првак дивизије;
  - 3. бољи омер против тимова из своје дивизије (уколико су изједначени тимови из исте дивизије);
  - 4. бољи омер против тимова унутар своје конференције;
  - 5. бољи омер против тимова учесника плеј-офа из своје конференције;
  - 6. бољи омер против тимова учесника плеј-офа из друге конференције;
  - 7. кош разлика.

- Три изједначена тима:
  - 1. првак дивизије;
  - 2. најбољи омер у међусобним сусретима;
  - 3. бољи омер против тимова из своје дивизије (уколико су сви изједначени тимови из исте дивизије);
  - 4. бољи омер против тимова унутар своје конференције;
  - 5. бољи омер против тимова учесника плеј-офа из своје конференције;
  - 6. кош разлика.

Тимови се у четвртфиналима конференција упарују по систему 1—8, 2—7, 3—6, 4—5. У полуфиналима конференција се састају победници дуела 1—8 и 4—5, односно 2—7 и 3—6. Све серије играју се на 4 добијене утакмице, а формат који се примењује при одређивању домаћинства је 2-2-1-1-1 (што значи да је боље рангирани тим домаћин прве две и евентуалне пете и седме утакмице).

## Статистика
| Тим                         | Број учешћа | Прво учешће | Посл. учешће | Изг. ПР | Изг. ПФК | Изг. ФК | Првак конф. | Првак НБА |
| --------------------------- | ----------- | ----------- | ------------ | ------- | -------- | ------- | ----------- | --------- |
| Лос Анђелес лејкерси        | 65          | 1949.       | 2025.        | 11      | 12       | 10      | 32          | 17        |
| Бостон селтикси             | 62          | 1948.       | 2025.        | 11      | 12       | 16      | 23          | 18        |
| Филаделфија севентисиксерси | 54          | 1950.       | 2024.        | 11      | 22       | 12      | 9           | 3         |
| Атланта хокси               | 49          | 1950.       | 2023.        | 16      | 19       | 10      | 4           | 1         |
| Њујорк никси                | 46          | 1947.       | 2025.        | 11      | 19       | 8       | 8           | 2         |
| Детроит пистонси            | 43          | 1950.       | 2025.        | 13      | 13       | 10      | 7           | 3         |
| Сан Антонио спарси          | 39          | 1977.       | 2019.        | 14      | 11       | 8       | 6           | 5         |
| Голден Стејт вориорси       | 38          | 1947.       | 2025.        | 3       | 17       | 6       | 12          | 7         |
| Милвоки бакси               | 37          | 1970.       | 2025.        | 17      | 10       | 7       | 3           | 2         |
| Портланд трејлблејзерси     | 37          | 1977.       | 2021.        | 25      | 5        | 4       | 3           | 1         |
| Чикаго булси                | 36          | 1967.       | 2022.        | 12      | 13       | 5       | 6           | 6         |
| Хјустон рокетси             | 35          | 1969.       | 2025.        | 17      | 10       | 4       | 4           | 2         |
| Оклахома Сити тандер        | 34          | 1975.       | 2025.        | 11      | 12       | 6       | 3           | 2         |
| Финикс санси                | 33          | 1970.       | 2024.        | 12      | 11       | 7       | 3           | —         |
| Денвер нагетси              | 31          | 1977.       | 2025.        | 17      | 9        | 4       | 1           | 1         |
| Јута џез                    | 31          | 1984.       | 2022.        | 14      | 11       | 4       | 2           | —         |
| Вашингтон визардси          | 30          | 1965.       | 2021.        | 12      | 13       | 1       | 4           | 1         |
| Сакраменто кингси           | 30          | 1949.       | 2023.        | 9       | 13       | 7       | 1           | 1         |
| Индијана пејсерси           | 29          | 1981.       | 2025.        | 17      | 2        | 8       | 2           | —         |
| Мајами хит                  | 26          | 1992.       | 2025.        | 13      | 3        | 3       | 7           | 3         |
| Кливленд кавалирси          | 25          | 1976.       | 2025.        | 11      | 6        | 3       | 5           | 1         |
| Далас маверикси             | 25          | 1984.       | 2024.        | 13      | 6        | 3       | 3           | 1         |
| Бруклин нетси               | 24          | 1979.       | 2023.        | 16      | 6        | —       | 2           | —         |
| Лос Анђелес клиперси        | 19          | 1974.       | 2025.        | 10      | 8        | 1       | —           | —         |
| Орландо меџик               | 18          | 1994.       | 2025.        | 13      | 1        | 2       | 2           | —         |
| Мемфис гризлиси             | 14          | 2004.       | 2025.        | 10      | 3        | 1       | —           | —         |
| Торонто репторси            | 13          | 2000.       | 2022.        | 7       | 4        | 1       | 1           | 1         |
| Минесота тимбервулвси       | 13          | 1997.       | 2025.        | 10      | —        | 3       | —           | —         |
| Шарлот хорнетси             | 10          | 1993.       | 2016.        | 6       | 4        | —       | —           | —         |
| Њу Орлеанс пеликанси        | 9           | 2003.       | 2024.        | 7       | 2        | —       | —           | —         |